# Иглсон, Алан
Ро́берт А́лан И́глсон (англ. Robert Alan Eagleson, род. 24 апреля 1933 года) — канадский юрист, хоккейный агент и функционер. Иглсон стал первым исполнительным директором Ассоциации игроков НХЛ и занимал эту должность в течение двадцати пяти лет и в этом статусе сыграл важную роль в организации суперсерии СССР — Канада и Кубка Канады. Однако в результате серии расследований выяснилось, что Иглсон на протяжении своей карьеры вводил в заблуждение клиентов и присваивал доверенные ему деньги. Он был приговорён к тюремному заключению и вынужден отказаться от членства в Зале славы НХЛ, куда ранее был введён.

## Карьера
Иглсон получил юридическое образование в Торонтском университете и занимался частной практикой. В 1963 году он баллотировался в нижнюю палату канадского парламента от Прогрессивно-консервативной партии, но проиграл бывшему хоккеисту Реду Келли. В том же году Иглсон выиграл выборы в законодательное собрание провинции Онтарио от округа Лейкшор и следующие четыре года выполнял обязанности депутата.
В 1960-х годах Иглсон создал неформальную группу, в которую входили игроки «Торонто Мейпл Лифс» (в ту декаду «Мейпл Лифс» четырежды завоёвывали кубок Стэнли) Боб Пулфорд, Бобби Баун, Карл Брюэр и Билли Харрис. Игроки ежемесячно вносили в общую кассу по 50 долларов, получая за это от Иглсона и его знакомых юристов уроки инвестирования. Иглсон стал агентом Пулфорда. В 1966 году Иглсон принял участие на стороне игрока в переговорах по первому профессиональному контракту молодого Бобби Орра с «Бостон Брюинз». В том же сезоне Иглсон представлял объявивших забастовку игроков команды АХЛ «Спрингфилд Индиэнз» в переговорах с владельцем Эдди Шором. Переговоры окончились триумфом Иглсона, так как сумасбродный владелец передал управление команды в другие руки. В декабре 1966 года Иглсон встретился с Орром и Эдди Джонстоном и обсудил с ними планы по созданию профсоюза игроков НХЛ. 6 июня Пулфорд от лица игроков объявил владельцам команд о создании Ассоциации игроков НХЛ. Пулфорд стал первым президентом ассоциации, но реально её делами управлял Иглсон.
В статусе исполнительного директора ассоциации Иглсон выступил как главный инициатор проведения матчей между командами из НХЛ и Европы. В 1972 году состоялась суперсерия СССР — Канада, а в 1976 году прошёл первый розыгрыш Кубка Канады, в котором приняли участие шесть национальных сборных. Второй розыгрыш в 1981 году закончился победой сборной СССР, разгромившей в финальном матче хозяев со счётом 8 — 1. Это поражение было усугублено скандальным решением Иглсона: советские хоккеисты собирались отвезти кубок на родину, но функционер заявил, что существующий в единственном экземпляре трофей должен остаться в Канаде, и потребовал, чтобы уже упакованный кубок достали из сумки (согласно некоторым рассказам, уже в аэропорту). Позже канадские болельщики организовали сбор средств, на которые была изготовлена реплика кубка, переданная советским дипломатам.
В 1989 Иглсон был избран в Зал хоккейной славы и награждён Орденом Канады.

## Расследования и уголовные обвинения
В начале 1990-х годов деятельность Иглсона оказалась под прицелом нескольких частных расследований. Хоккейные агенты Ритч Уинтер и Рон Сэлцер и журналист Расс Конуэй опубликовали разоблачительные материалы, доказывавшие многочисленные финансовые злоупотребления Иглсона. Под огнём критики он в 1992 году ушёл с поста исполнительного директора ассоциации. Публикации Конуэя впоследствии стали основной для его книги Game Misconduct: Alan Eagleson and the Corruption of Hockey.
Одним из самых известных случаев злоупотреблений со стороны Иглсона было подписание нового контракта Бобби Орром в 1976 году. «Бостон» предложил своему защитнику, одной из ярчайших звёзд лиги, подписать новый договор на исключительно выгодных условиях, включавших переход к хоккеисту 18,5 % акций команды. Однако Иглсон не сообщил хоккеисту, дела которого вёл, об этом предложении, а порекомендовал заключить соглашение с «Чикаго Блэк Хокс». Предложение «Чикаго» было гораздо менее выгодным, но владелец команды Билл Уиртц был другом Иглсона. В итоге Орр перешёл в «Чикаго», где из-за травм быстро завершил карьеру. По окончании карьеры он столкнулся с огромными финансовыми трудностями, так как выяснилось, что Иглсон много лет вводил своего клиента в заблуждение относительно его реальных доходов.
В 1998 году Иглсон признал себя виновным и был приговорён канадским судом к восемнадцати месяцам тюрьмы и штрафу в миллион канадских долларов за присвоение денег агентства, проводившего турниры на Кубок Канады, и пенсионных сбережений игроков. Он отсидел шесть месяцев и был выпущен за примерное поведение. После того, как Иглсону был вынесен приговор, многие члены Зала славы НХЛ, среди которых были Орр, Тед Линдсей и Брэд Парк, потребовали исключения Иглсона, в противном случае угрожая своим выходом. За шесть дней до даты голосования об исключении Иглсона он сам объявил о выходе по собственному желанию. Также лишен Ордена Канады.